# Croton regnellianus
Espèce
Croton regnellianus est une espèce de plantes à fleurs du genre Croton et de la famille des Euphorbiaceae, présente au Brésil (Minas Gerais, Mato Grosso).
Il a pour synonyme :
- Oxydectes regnelliana, (Müll.Arg.) Kuntze,